# Шеміє-ан-Анжу
Шеміє-ан-Анжу (фр. Chemillé-en-Anjou) — муніципалітет у Франції, у регіоні Пеї-де-ла-Луар, департамент Мен і Луара. Шеміє-ан-Анжу утворено 15 грудня 2015 року шляхом злиття муніципалітетів Шанзо, Ла-Шапель-Русслен, Шеміє-Меле, Коссе-д'Анжу, Валанжу, Ла-Жумельєр, Неві-ан-Мож, Сент-Кристін, Сен-Жорж-де-Гард, Сен-Лезен, Ла-Саль-де-Віє i Ла-Турландрі. Адміністративним центром муніципалітету є Шеміє. Населення — 21 386 осіб (01.01.2021).